# Sascha Meiner
Sascha Meiner (* 30. November 1988 in Leipzig) ist ein deutscher Handballtrainer und ehemaliger -spieler.

## Karriere
Sascha Meiner begann das Handballspielen bei der SG LVB Leipzig. Er wurde als C-Jugendspieler, Sachsenmeister und inoffizieller Ostdeutscher Meister zusammen mit Carlo Wittig. 2004 wechselte er als A-Jugend Spieler zum 1. SV Concordia Delitzsch, wo er im Juniorteam spielte. 2010 wechselte er ablösefrei wieder zu seinem Heimatverein der SG LVB Leipzig in die Oberliga Mitteldeutschland zurück. In der Spielzeit 2010/11 schaffte er mit der SG LVB den Aufstieg in die 3. Liga Ost. Zwischen 2017 und 2019 spielte Meiner für NHV Concordia Delitzsch 2010. Im Januar 2020 wurde Meiner vom HC Burgenland nachverpflichtet. Mit dem Team gelang der Aufstieg in die 3. Liga. Daraufhin wollte er seine Karriere beim mittlerweile der Sachsenliga angehörigen Jugendverein SG LVB Leipzig ausklingen lassen. Da diese Liga jedoch aufgrund der Covid-19-Pandemie ausgesetzt wurde, wechselte er nochmal erneut zum HC Burgenland, wo er seine Karriere 2022 beendete.
Im Jahre 2008 wurde er mit der Junioren-Nationalmannschaft des DHB Vizeeuropameister in Rumänien.

## Bilanz
| Saison  | Verein                    | Liga                    | Spiele | Tore | 7 m |   |    |   |
| ------- | ------------------------- | ----------------------- | ------ | ---- | --- | - | -- | - |
| 2007/08 | 1. SV Concordia Delitzsch | 2. Bundesliga           | 34     | 62   | 3/6 | 0 | 8  | 0 |
| 2008/09 | 1. SV Concordia Delitzsch | 2. Bundesliga           | 33     | 57   | 1/3 | 3 | 5  | 0 |
| 2009/10 | 1. SV Concordia Delitzsch | 2. Bundesliga           | 21     | 24   | 0/0 | 1 | 1  | 0 |
| 2010/11 | SG LVB Leipzig            | Mitteldeutsche Oberliga | 0      | 0    | 0/0 | 0 | 0  | 0 |
| 2011/12 | SG LVB Leipzig            | 3. Liga                 | 0      | 0    | 0/0 | 0 | 0  | 0 |
| Gesamt  | Gesamt                    | Gesamt                  | 88     | 143  | 4/9 | 4 | 14 | 0 |

## Trainer
Von 2021 bis 2023 war Meiner Trainer der HC Burgenland Frauenmannschaft.

## Sonstiges
Meiner ist zweifacher Vater und Lehrer von Beruf.